# Parafia Najświętszego Serca Pana Jezusa w Benowie

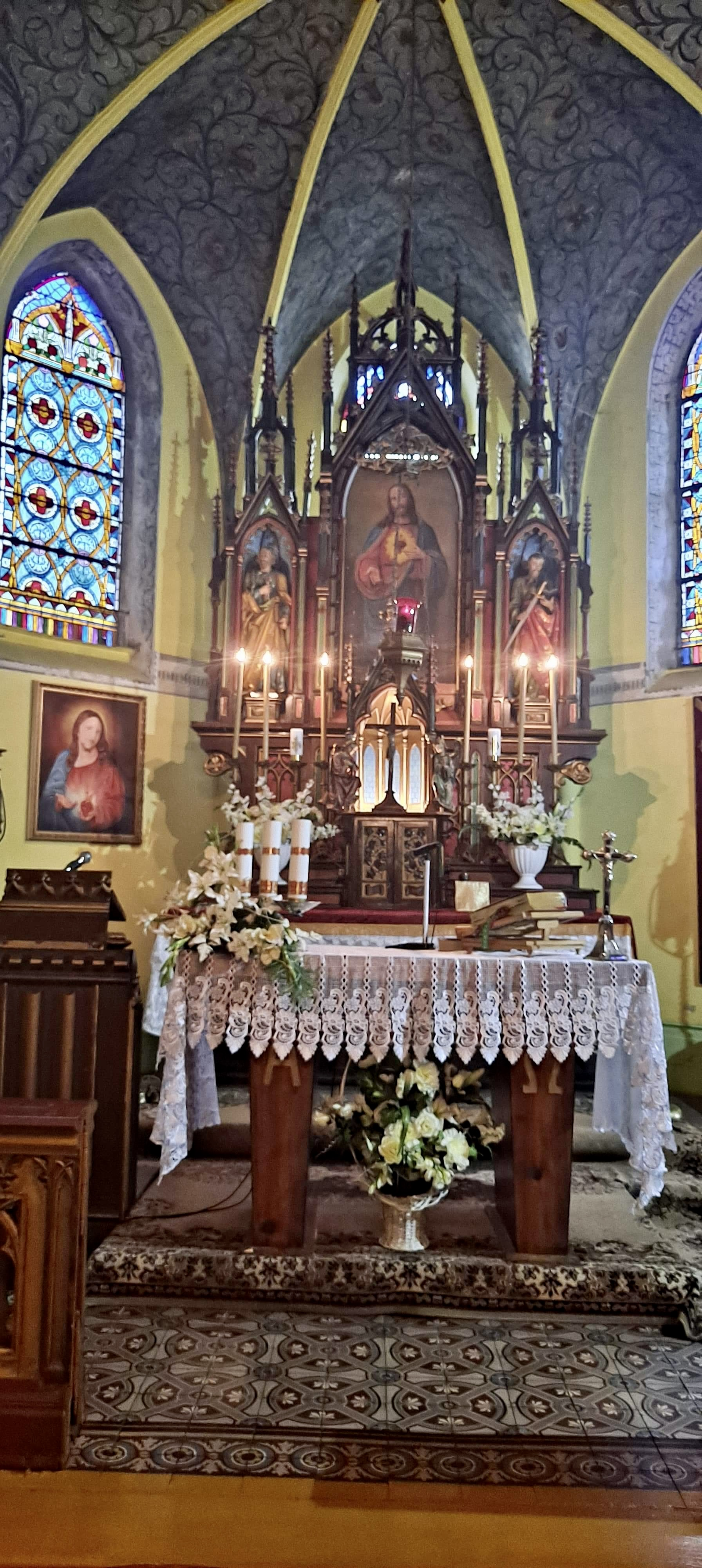
Prezbiterium kościoła w Benowie

Parafia Najświętszego Serca Pana Jezusa w Benowie – parafia rzymskokatolicka w diecezji elbląskiej. Erygowana 28 listopada 1907 roku, reerygowana 1 stycznia 1960 roku przez biskupa warmińskiego Andrzeja Thiela. Do parafii należą miejscowości: Benowo, Jarzębina, Borowy Młyn, Rudniki, Szkaradowo Szlacheckie, Barcice. Tereny te znajdują się w gminie Ryjewo w powiecie kwidzyńskim, w województwie pomorskim.
Kościół parafialny w Benowie został wybudowany w latach 1881–1886, konsekrowany 8 września 1897 roku. Kaplicę w Jarzębinie zbudowano około roku 1930.

## Proboszczowie

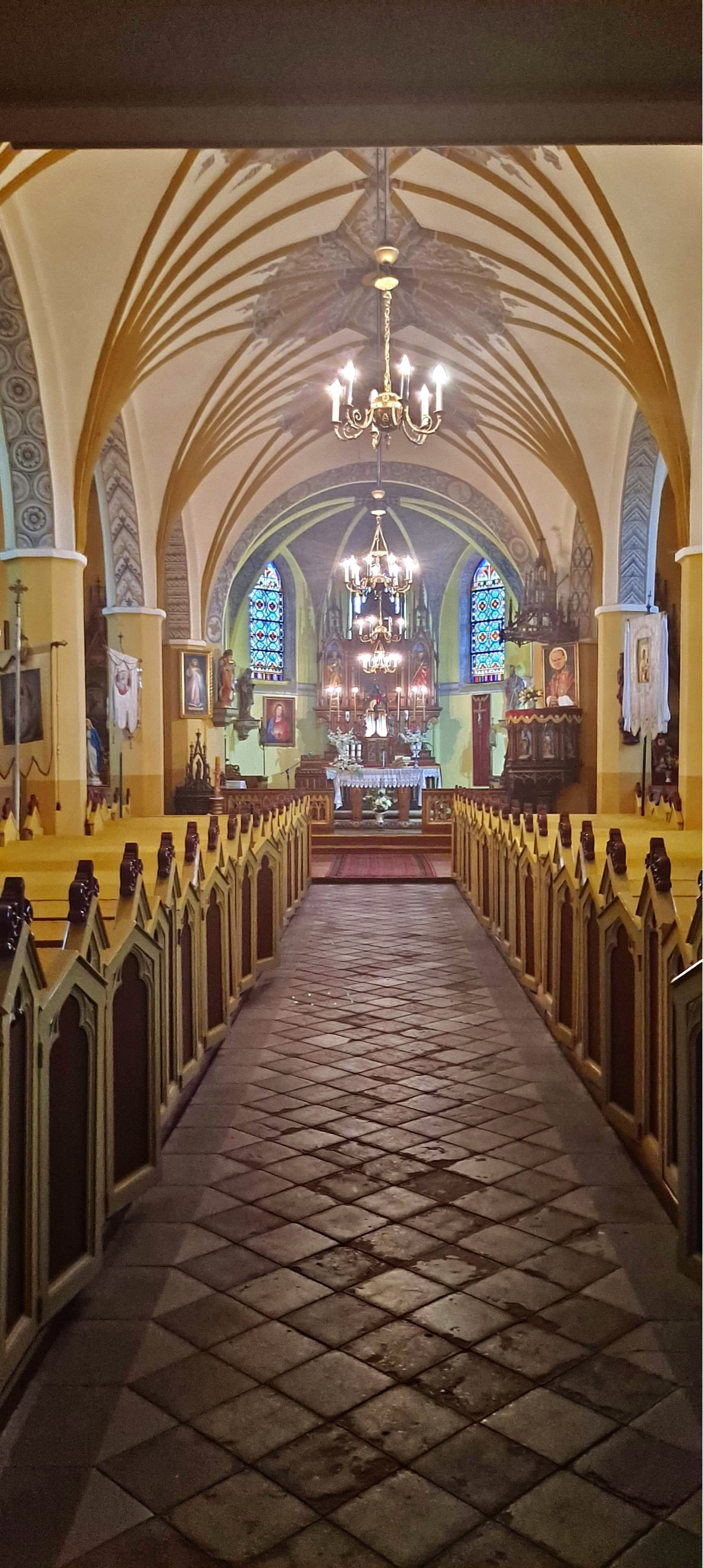
Kościół parafialny w Benowie

- 1987–2021 – ks. kan. Jan Kiesz
- od 2021 – ks. mgr Karol Detmer[1]